# نمایش دیک ون دایک
نمایش دیک ون دایک (انگلیسی: The Dick Van Dyke Show) یک نمایش تلویزیونی کمدی آمریکایی بود کابین سال‌های ۱۹۶۱ تا ۱۹۶۶ در ۵ فصل از شبکهٔ سی‌بی‌اس پخش شد.
سازندهٔ این شوی تلویزیونی کارل راینر و ستارگان اصلی آن دیک ون دایک، رز ماری، موری آمستردام، لری متیوز و مری تایلر مور بودند و موسیقی متن آن را ارل هیگن ساخته بود.
این نمایش تلویزیونی در مجموع برندهٔ ۱۵ جایزهٔ امی شد. مجلهٔ تی‌وی گاید در سال ۲۰۰۲ آن را در رتبهٔ ۱۳ از «پنجاه شوی تلویزیونی برتر تمام دوران» و در سال ۲۰۱۳ در رتبهٔ ۲۰ از «شصت مجموعهٔ برتر تلویزیونی» خود قرار داد.

## قسمت‌ها
| فصل          | قسمت‌ها       | قسمت‌ها       | تاریخ اصلی روی آنتن رفتن | تاریخ اصلی روی آنتن رفتن | رتبه | درجه‌بندی/ارزیابی |
| فصل          | قسمت‌ها       | قسمت‌ها       | اولین بار                | آخرین بار                | رتبه | درجه‌بندی/ارزیابی |
| ------------ | ------------ | ------------ | ------------------------ | ------------------------ | ---- | ---------------- |
| قسمت آزمایشی | قسمت آزمایشی | قسمت آزمایشی | ۱۹ ژوئیه ۱۹۶۰            | ۱۹ ژوئیه ۱۹۶۰            | —    | —                |
| ۱            | ۳۰           | ۳۰           | ۳ اکتبر ۱۹۶۱             | ۱۸ آوریل ۱۹۶۲            | ۸۰   | ۱۶٫۱             |
| ۲            | ۳۲           | ۳۲           | ۲۶ سپتامبر ۱۹۶۲          | ۸ مه ۱۹۶۳                | ۹    | ۲۷٫۱             |
| ۳            | ۳۲           | ۳۲           | ۲۵ سپتامبر ۱۹۶۳          | ۱۳ مه ۱۹۶۴               | ۳    | ۳۳٫۳             |
| ۴            | ۳۲           | ۳۲           | ۲۳ سپتامبر ۱۹۶۴          | ۲۶ مه ۱۹۶۵               | ۷    | ۲۷٫۱             |
| ۵            | ۳۲           | ۳۲           | ۱۵ سپتامبر ۱۹۶۵          | ۱ ژوئن ۱۹۶۶              | ۱۶   | ۲۳٫۶             |